# Ceratinoptera olmeca
Ceratinoptera olmeca är en kackerlacksart som beskrevs av Henri Saussure 1868. Ceratinoptera olmeca ingår i släktet Ceratinoptera och familjen småkackerlackor. Inga underarter finns listade i Catalogue of Life.